# Proteazom
Proteazomul este un complex multiproteic situat în citosol, cu rol proteolitic, degradând proteinele inutile sau modificate, marcate în prealabil prin ubicuitinare.